# Pilgrimsmyten
Pilgrimsmyten forholder sig negativt til livet på jorden. Livet på jorden er en prøvelse for mennesket, hvor man skal gøre sig fortjent til at komme i himlen. Man skal f.eks. afholde sig fra goder som sex osv.
I Renæssancen i 1500-tallet gør Martin Luther op med pilgrimsmyten.